# Chicago Blues Festival
Het Chicago Blues Festival is een sinds 1984 plaatsvindend bluesevenement in Chicago en met ongeveer 500.000 bezoekers het meest bezochte bluesfestival ter wereld, dat wordt georganiseerd door het 'Mayor's Office of Special Events' en plaatsvindt begin juni in het Grant Park aan het Michiganmeer. Naast grootheden van de Chicago blues wordt ook waarde gehecht aan de presentatie van nieuwkomers. Het festival vindt plaats op vijf podia en is vrij toegankelijk. Tijdens de jaren 1992 en 1993 kreeg het festival de Living Blues Award als beste festival van het jaar.

## Geschiedenis
Chicago en de blues hebben een nauw verbonden geschiedenis, met name sinds de jaren 1940 en de grote migratie uit het zuiden, in het bijzonder uit de buurt van de Mississippi-delta. Veel mensen trokken naar het noorden om in Chicago betere leefomstandigheden te vinden. Daaronder bevonden zich ook veel muzikanten. In Chicago ontstonden ook veel plaatselijke labels zoals bijvoorbeeld Bluebird Records, die de muzikanten de mogelijkheid tot opnamen boden. De jaren 1950 brachten een toename van mogelijkheden tot optreden voor bluesmuzikanten in Chicago, zoals door clubs als Silvio's, Gatewood's Tavern en de Flame Club. In 1968 werd de bluesclub Kingston Mines geopend, die tot heden mogelijkheden biedt tot dagelijks optreden op twee podia gelijktijdig. Naast het clubcircuit en de platenlabels ontstond in de Maxwell Street de mogelijkheid tot optreden voor muzikanten. Zo ontstond in de loop der tijd de Chicago Blues.
In 1984 vond het eerste Chicago Blues Festival plaats. Het zwaartepunt ligt op Chicago Blues, maar ook soul- en bluesrockacts treden op.

## Chicago Blues Festival 2010
Het festival vond plaats van 11 tot 13 juni 2010.

### Optredens
- Jimmy Dawkins en Tail Dragger
- James Cotton Blues Band met speciale gast Matt 'Guitar' Murphy
- David Honeyboy Edwards
- Chicago Blues A Living History featuring Billy Boy Arnold, Billy Branch, John Primer, Lurrie Bell en Carlos Johnson
- Erwin Helfer's Chicago Boogie Woogie Ensemble
- Vivian, Vance Kelly and the Backstreet Blues Band

## Chicago Blues Festival 2011
Het festival 2011 vond plaats van 11 tot 13 juni.

### Optredens
- James 'Super Chikan' Johnson
- Erwin Helfer Band featuring Katherine Davis
- Tribute to Robert Johnson: David 'Honeyboy' Edwards, Rick Sherry, Rocky Lawrence, Hubert Sumlin and Duwayne Burnside Band
- Sam Lay Blues Band
- Tribute to Pinetop Perkins featuring Willie 'Big Eyes' Smith and Friends
- John Primer
- Shemekia Copeland
- Lonnie Brooks met gasten Michael 'Iron Man' Burks, Rick Estrin, Ann Rabson en Eddy 'The Chief' Clearwater: 40e verjaardag van Alligator Records

## Chicago Blues Festival 2013
Het festival 2013 vond plaats van 6 tot 9 juni.

### Optredens
- Shemekia Copeland met speciale gast Quinn Sullivan
- John Primer and the Real Deal Blues
- Irma Thomas
- Bobby Rush
- Tribute to Howlin' Wolf featuring Eddie Shaw and friends
- Ronnie Baker Brooks
- Otis Clay and the Platinum Band
- The Memphis Soul Revue starring The Bar Kays met Eddie Floyd en Sir Mack Rice
- Lurrie Bell's Chicago Blues Band
- Chicago Blues: Old School, New Millennium: James Cotton, John Primer, Billy Branch, Eddy 'The Chief' Clearwater, Lil' Ed, Deitra Farr, Demetria Taylor, Matt Skoller, Billy Flynn, Johnny Iguana, Felton Crews, Kenny 'Beedy Eyes' Smith

## Chicago Blues Festival 2017
Het festival 2017 vond plaats van 9 tot 11 juni.

### Optredens
- Billy Branch & The Son of Blues
- William Bell
- Theo Huff and the New Agenda Band
- Nellie Tiger Travis
- Gary Clark Jr.
- Rhiannon Giddens
- Ronnie Baker Brooks

## Setlijst 1 tot 10 Chicago Blues Festival
| - James Cotton - Junior Wells - Jimmy Rogers - Sammy Lawhorn - Louis Myers - Pinetop Perkins - Calvin Jones - Willie 'Big Eyes' Smith - Jerry Portnoy - Carey Bell - Sunnyland Slim Blues Band met Louis Myers - Robert Stoger - Odie Payne jr. - Willie Dixon & the Chicago Blues All Stars - Johnny Winter and the Legendary Blues Band met speciale gasten Koko Taylor en James Cotton - Billy Branch and the Sons of Blues - Lurrie Bell - Little Ed Williams - Gloria Hardiman - Johnny B. Moore - Sugar Blue - Valerie Wellington - Erwin Helfer, Blind John Davis, Estella Mama Yancey en Big Time Sarah - Buckwheat Zydeco Ils Sont Parties Band - Bobby Rush - Texas Guitar Showdown featuring Clarence Gatemouth Brown, Albert Collins en Johnny Copeland met speciale gast Brother Jack McDuff - Magic Slim & the Teardrops - Homesick James, Snooky Pryor, Eddie Taylor - Jimmy en Syl Johnson - John Lee Hooker - Bobby Blue Bland | - Stevie Ray Vaughan & Double Trouble - Koko Taylor and Her Blues Machine - Sugar Blue - John Hammond - Luther 'Guitar Jr.' Johnson - Johnnie Taylor - Lonnie Brooks - Fenton Robinson & speciale gast Otis Rush - Eddie 'Cleanhead' Vinson - Pee Wee Crayton - Lowell Fulson - Eddy Clearwater - Buddy Guy’s 43rd Street Show (met Junior Wells, B.B. Odom en the 43rd Street Blues Band) - Etta James - Little Milton Revue - Big Twist and The Mellow Fellows | - Willie Dixon's Big Three - Otis Rush - Memphis Slim met Matt 'Guitar' Murphy - Bo Diddley - Chuck Berry (met Keith Richards) - Dr. John - Otis Clay and the Chicago Fire - Neville Brothers - Jimmy Johnson Blues Band - The Aces met Dave en Louis Myers, Fred Below, Robert jr. Lockwood - Frank Frost - John Lee Hooker (solo) - Gloria Hardiman - Robert Cray Band - Eddie Boyd en Robert Lockwood jr. - Albert King - Pops Staples en The Staple Singers |

| - James Cotton met Pinetop Perkins en Jimmy Rogers - The Kinsey Report met Big Daddy Kinsey - Billy Branch met Sons of Blues en Chictown Hustlers - Cicero Blake - Jimmy Dawkins - Valerie Wellington - James Cotton & Band met speciale gasten (o.a. Nick Gravenites) - Katie Webster - Blues From the thirties met Jimmy Walker, Homesick James, Yank Rachell, Snooky Pryor en Lefty Bates - Lil' Ed and The Blues Imperials - Lazy Lester - Sunnyland Slim - Tyrone Davis - Joe Liggins and the Honey Drippers - Albert Collins and the Icebreakers - Snooks Eaglin - Rufus Thomas en Carla Thomas - Carl Perkins met the Sun Session Rhythm Section - Clarence Carter - Denise LaSalle - Little Milton | - Chicago Breakdown: Sunnyland Slim en Barrelhouse Chuck - David Honeyboy Edwards - Chicago Soul: Johnny Christian met Nora Jean - Deuces to Aces: Louis Myers Band met Mojo Buford - Artie 'Blues Boy' White - Chicago Breakdown met Pinetop Perkins - Super Chicago guitar Jam featuring Otis Rush en Buddy Guy - Son Seals Blues Band - Koko Taylor and her Blues Machine - Homesick James en friends - Texas Piano Roundup: Alex Moore Sr., Dr. Hepcat, Grey Ghost en Charles Brown - Hohner Blues Harp Jam hosted by Steve Freund Blues Band featuring Snooky Pryor, Chicago Beau, Mojo Buford, Billy Branch - Hank Ballard and the Midnighters - Lonnie Brooks - Charles Brown - Etta James - Albert King - Erwin Helfer en Jimmy Walker - Mose Rascoe en Cephas en Wiggins - Buster Venton - Dion Payton and the 43rd Street blues Band met Joanna Connor - Bonnie Lee met speciale gasten Johnny B. Moore en Eddie C. Campbell - Magic Slim and the Teardrops - Little Willie Littlefield - Fontella Bass met the Oliver Sain Band - Bobby Blue Bland - B.B. King | - Art Hodes' Chicago Jum Band - Buddy Guy en Junior Wells - Chicago Legends: Jimmy Rogers, Pinetop Perkins en James Cotton - Buddy Guy - John Jackson - Lee Shot Williams - 43rd Street Blues jam featuring Lefty Dizz, Johnny Dollar en B.B. Odom - Johnny B. Moore Revue - Taj Mahal - A.C. Reed - Lynn White - Solomon Burke - Bois Sec Ardoin - Dr. John - Kanika Kress - Kinsey Report featuring Big Daddy - Saxophone Jam featuring Grady Gaines en Joe Gaines - Rockin' Dopsie - Tribute to Professor Longhair met Dr. John en Allen Toussaint - Snooks Eaglin - Irma Thomas - Allen Toussaint met Ernie 'Mother-in Law' K. Doe, Robert 'Barefooti' Parker en Clarence 'Frogman' Henry |

| - Blues in the Schools met Billy Branch, Jimmy Walker en Smokey Smothers - Smokey Smothers met David Honeyboy Edwards en Charlie Musselwhite - Sunnyland Slim met friends - Lil Doc - John Watkins - Fenton Robinson - L.V. Johnson met speciale gast - Harmonica Set met Sons of the Blues featuring Billy Branch, Carey Bell, Golden Wheeler - Charlie Musselwhite - Zora Young met A.C. Reed - James Cotton - Detroit Jr. - Lovee Lee - Lonnie Pitchford - Lowell Fulson - Bob Margolin - Jerry McCain en Willie Cobbs - West Side Heat - Dave Spector and the Bluebirds featuring Barkin' Bill hosting Katherine Davis, Mary Lane, Dietra Farr - Foree Superstar - Salute to T-Bone featuring Floyd McDaniels en Zuzu Bollin - Big Daddy with the Kinsey Report - Jay McShann - Otis Clay - Tribute to T- Bone Walker: Lowell Fulson, Otis Rush en Duke Robillard featuring Grady Gaines en Joe Hughes - Moving Star Hall singers - Piedmont Guitar Styles met Archie Edwards, Bones, Barry Lee Pearson en John Cephas - Maxwell Street Jimmy Davis en the Black Lone Ranger - Maxwell Street featuring Dancin' Perkins, Riler Robinson, L.V. Banks en Billy Dean. - Brewer Phillips en Ted Harvey met speciale gast Lil' Ed - Guitar jam met Magic Slim, Jimmy Dawkins en Lefty Dizz met B.B. Odom - Byther Smith - Saffire – The Uppity Blues Women - Cephas en Wiggins - Cicero Blake - Luther Allison - Nappy Brown en Bob Margolin’s Band - Cephas and Wiggins - Ruth Brown - John Lee Hooker | - Masters: Jimmy Walker en Otis Smokey Smothers - Chicago Style Slide Big Smokey, Louis Myers, John Primer, Little Smokey, Sam Lay en Aron Burton - Magic Slim - Manuel Arrington en Big Time Sarah - Boston Blackie - Alligator Records' 20th Anniversary Salute -Lil’ Ed and The Blues Imperials, Little Charlie & the Nightcats, Son Seals, Lonnie Brooks, Koko Taylor en speciale gasten - Delta Roots: R. L. Burnside, Jack Owens en Bud Spires - Classic Blues and Piano Roots: Sid Wingfield, Big Moose Walker, Henry Butler en Champion Jack Dupree - Ice Cream men featuring John Brimm, Steve Cushing, Big Wheeler - Phil Guy and his Chicago Blues Machine met speciale gasten B.B. Odom en Melvina Allen - Champion Jack Dupree - Joe Louis Walker - Jimmy Witherspoon met Groove Holmes - Betty Everett - Homesick James - Tribute to Jimmy Yancey met Erwin Helfer en Art Hodes - Taj Mahal en David Honeyboy Edwards - The Harrington Clan - Snooky Pryor w/ John Nicholas en Derek O’Brien - Robert Jr. Lockwood Band - Sunnyland Slim and His All Star Band - KFFA King Biscuit Time - Sonny Payne mc featuring Pinetop Perkins, Robert Jr. Lockwood, Frank Frost en Sam Carr - Echoes of Robert Johnson Featuring Taj Mahal, Robert Jr. Lockwood, Johnny Shines, John Hammond - Jimmy Rogers en de Willie Dixon Family Band | - Het Chicago Blues Festival 1992 werd met de Living Blues Award als beste festival 1992 onderscheiden. - Blues in the Schools en Billy Branch, Smokey Smothers, Jimmy Walker en David Honeyboy Edwards - Satan and Adam - Vance Kelly met Jesse Fortune en Mary Lane - The Stone Gas Band featuring Lonnie Shields - Tribute to Willie Dixon featuring Sunnyland Slim, Hubert Sumlin met de Big 4 Band - Sons of Blues met Billy Branch - Jimmy Dawkins met Nora Jean Wallace - Little Milton Campbell Revue - T-Model Ford en Boogaloo Ames - H Bomb Ferguson en Pigmeat Jarrett - Eddie Burns en Clayton Love - J.W. Williams and the ChiTown Hustlers met the Black Lone Ranger - Johnnie Johnson Trio - H-Bomb Ferguson - Robert Ward - Jimmy Johnson - Eddy Clearwater met speciale gasten Johnny Johnson en Carey Bell - LaVern Baker - Clarence Gatemouth Brown - Lonnie Pitchford en Eugene Powell - Eddie Snow and the Snowflakes - Tribute to Lightnin' Hopkins met Jesse Thomas, John Campbell, Wild Child Butler, Lowell Fulson - Diamonds in Our Own Backyard: Remembering Big Voice Odom featuring Phil Guy, Lee Shot Williams - Booba Barnes met Mamie Galore - Cicero Blake met Chick Rogers - Chicago Rhythm and Blues Kings - Latimore - Ann Peebles met Otis Clay - Albert Collins met Lowell Fulson |

| - Het Chicago Blues Festival 1993 werd met de Living Blues Award als beste festival 1993 onderscheiden. - Othar Turner's Mississippi Fife and Drum Band - Erwin Helfer en Jimmy Walker - Yank Rachell w/ Jimmy Walker en Homesick James - Dave Myers, Jr. Wells en Robert jr. Lockwood - Delta Fish Market featuring Boston Blackie, Tail Dragger, Little Wolf, Vernon Harrington - Zora Young and her Blues Posse - Mighty Joe Young's Blues Band - Ice Cream Men featuring Jimmie Lee Robinson, Golden Wheeler en Yank Rachell - Dave Specter met speciale gasten Jesse Fortune, Robert Jr. Lockwood en Mighty Joe Young - Big Time Sarah met Jimmy Johnson - Willie Kent met Bonnie Lee, Barkin' Bill en Jimmy Dawkins - Jr. Wells Blues Band - Detroit Jr. - Pinetop Perkins 80th Birthday Bash met Chicago Beau en the Blue Ice Band - Youngbloods featuring Fernando Jones & Chip Ratliff, Butch Dixon, James and Tyson Bell, Ronnie and Wayne Baker Brooks, Noel Neal - Chubby en Roy Carrier en the Bayou Swamp Band - Nolan Struck en King Edward Blues Band - West Coast harp Review featuring William Clarke, Curtis Salgado, Mark Hummel - Eddie Shaw and his Wolfgang - Jimmy Walker's Birthday Celebration w/ Erwin Helfer, Billy Boy Arnold, Pete Crawford and Billy Branch - Jimmy McGriff en Hank Crawford Quartet - Johnny Otis Show - Johnny Copeland met speciale gasten Joe Hughes en Hank Crawford - Mississippi John Hurt Jr. - David 'Honeyboy' Edwards - Ken Whitley's salute to Big Bill en Blind John - Jerry Ricks - Big Bad Smitty met Bennie Smith - Bowling Green John Cephas en Harmonica Phil Wiggins - Guitar Shorty met Casey Jones - Big Bill Broonzy Centennial featuring Sunnyland Slim met Big Four featuring Brother John Sellers en Pops Staples - Little Johnny Taylor - Elvin Bishop met Little Smokey Smothers - The Staple Singers |